# Vít Beran (politik)
Vít Beran (* 22. května 1967 Brno) je moravský politik, v letech 2006 až 2022 zastupitel města Brna, od roku 1998 starosta městské části Brno-Žebětín, člen KDU-ČSL.

## Životopis
Narodil se v Brně a již jeho otec byl starostou městské části Brno-Žebětín a také členem Československé strany lidové.
Vystudoval zahradnickou fakultu v Lednici. Původním povoláním je zemědělský inženýr a do roku 1998 pracoval jako technik v zahradnickém podniku.[zdroj?]
Roku 1998 byl zvolen starostou Žebětína za stranu KDU-ČSL, starostou se stal i v letech 2002, 2006, 2010, 2014, 2018 a 2022. V letech 2006 až 2022 byl také členem Zastupitelstva města Brna a v letech 2014 až 2016 radní města.
Má syna a dceru a dvě vnoučata.